# Junior Eurovision Song Contest
Der Junior Eurovision Song Contest (JESC) ist eine Variante des Eurovision Song Contests (ESC) für junge Sängerinnen und Sänger unterhalb der ESC-Altersuntergrenze von 16 Jahren. Ausrichtende Institution ist die Europäische Rundfunkunion (EBU), ein Zusammenschluss öffentlich-rechtlicher Rundfunkanstalten in Europa, Nordafrika und dem Nahen Osten, sowie Australien als assoziiertes Mitglied. Im Jahr 2020 gab es bei dem Event in Zusammenarbeit der Sender KiKA, NDR und dem ZDF erstmals eine deutschsprachige Teilnahme, ausgestrahlt wurde die Veranstaltung auf dem Sender KiKA. Bis einschließlich 2006 mussten die JESC-Teilnehmer mindestens acht Jahre alt sein, 2007 wurde die Grenze auf zehn Jahre erhöht, 2016 auf 9–14 Jahre gesenkt. Die Lieder müssen in der Nationalsprache der Künstler gehalten werden. Bis einschließlich 2007 mussten die Beiträge in Text und Musik von diesen selbst ohne professionelle Unterstützung verfasst sein, seit 2008 dürfen auch professionelle Künstler mithelfen.
Vorbild für den Wettbewerb war der skandinavische Melodi Grand Prix Nordic, der 2006 in einer dänisch-norwegisch-schwedischen Koproduktion stattfand. Im dänischen Radio fand bereits 2001 (lediglich national) ein ähnlich gestalteter Wettbewerb statt. Die EBU nahm sich der Idee an und gab Dänemark den Auftrag, den ersten Junior Eurovision Song Contest zu veranstalten.
Die öffentlich-rechtlichen Sender Dänemarks und Norwegens zogen sich 2006 aus dem Wettbewerb zurück. Die Begründung hierfür, die Kinder seien einem zu starken Druck ausgesetzt, wurde kontrovers diskutiert. Gemeinsam mit dem schwedischen Fernsehen kehrten sie zum alten MGP Nordic zurück. In Schweden übernahm der Privatsender TV4 die Ausstrahlung des JESC, in den anderen beiden Ländern war jedoch kein unabhängiger Sender an der Teilnahme interessiert. Der britische Sender ITV erreichte mit dem JESC in den letzten Jahren keine zufriedenstellende Einschaltquote und war daher – ebenfalls ab 2005 – nicht mehr an einer Ausstrahlung interessiert. Ein Jahr später zog sich auch Spanien zurück, 2014 nimmt jedoch Italien zum ersten Mal am JESC teil und ist damit das erste Big5-Land im Wettbewerb seit 2007. 2015 nahm mit Australien zum ersten Mal ein Land außerhalb des europäischen Großraums am JESC teil.

## Geschichte
| Jahr | Ort         | Teilnehmer | Sieger      | Sieger                  | Sieger                    |
| Jahr | Ort         | Teilnehmer | Land        | Interpret               | Titel                     |
| ---- | ----------- | ---------- | ----------- | ----------------------- | ------------------------- |
| 2003 | Kopenhagen  | 16         | Kroatien    | Dino Jelusić            | Ti si moja prva ljubav    |
| 2004 | Lillehammer | 18         | Spanien     | María Isabel            | Antes muerta que sencilla |
| 2005 | Hasselt     | 16         | Belarus     | Ksenija Sitnik          | My vmeste                 |
| 2006 | Bukarest    | 15         | Russland    | Tolmatschowa-Schwestern | Wessenni dschas           |
| 2007 | Rotterdam   | 17         | Belarus     | Alexey Zhigalkovich     | S druz'yami               |
| 2008 | Limassol    | 15         | Georgien    | Bzikebi                 | Bzzz                      |
| 2009 | Kiew        | 13         | Niederlande | Ralf                    | Click clack               |
| 2010 | Minsk       | 14         | Armenien    | Wladimir Arsumanjan     | Mama                      |
| 2011 | Jerewan     | 13         | Georgien    | Candy                   | Candy Music               |
| 2012 | Amsterdam   | 12         | Ukraine     | Anastassija Petryk      | Nebo                      |
| 2013 | Kiew        | 12         | Malta       | Gaia Cauchi             | The Start                 |
| 2014 | Marsa       | 16         | Italien     | Vincenzo Cantiello      | Tu primo grande amore     |
| 2015 | Sofia       | 17         | Malta       | Destiny Chukunyere      | Not My Soul               |
| 2016 | Valletta    | 17         | Georgien    | Mariam Mamadaschwili    | Mzeo                      |
| 2017 | Tiflis      | 16         | Russland    | Polina Bogussewitsch    | Wings                     |
| 2018 | Minsk       | 20         | Polen       | Roksana Węgiel          | Anyone I Want To Be       |
| 2019 | Gliwice     | 19         | Polen       | Viki Gabor              | Superhero                 |
| 2020 | Warschau    | 12         | Frankreich  | Valentina               | J'imagine                 |
| 2021 | Paris       | 19         | Armenien    | Maléna                  | Qami Qami                 |
| 2022 | Jerewan     | 16         | Frankreich  | Lissandro               | Oh Maman!                 |
| 2023 | Nizza       | 16         | Frankreich  | Zoé Clauzure            | Cœur                      |
| 2024 | Madrid      | 17         | Georgien    | Andria Putkaradze       | To my Mom                 |
| 2025 | Tiflis      | 18 b       |             |                         |                           |

## Ranglisten

Karte der JESC-Sieger

| Platz | Anzahl der Siege | Land        |
| ----- | ---------------- | ----------- |
| 1     | 4                | Georgien    |
| 2     | 3                | Frankreich  |
| 3     | 2                | Armenien    |
| 3     | 2                | Belarus     |
| 3     | 2                | Malta       |
| 3     | 2                | Polen       |
| 3     | 2                | Russland    |
| 4     | 1                | Italien     |
| 4     | 1                | Kroatien    |
| 4     | 1                | Niederlande |
| 4     | 1                | Spanien     |
| 4     | 1                | Ukraine     |

## Teilnehmer

mindestens eine Teilnahme
EBU-Mitglieder ohne Teilnahme
geplante Teilnahme vor Finale abgesagt
bisher nicht als eigenes Land angetreten

Bisher haben 35 Mitgliedsländer der EBU (sowie Australien und Kasachstan als assoziierte Mitglieder bzw. Wales als Teil eines Mitglieds) zumindest einmal am JESC teilgenommen (Stand: 27. November 2023):
| Land                   | Jahre                                    | Teilnahmen (Stand: 2024) | Siege | Rundfunk                                         | Punkte (Stand: 2024) |
| ---------------------- | ---------------------------------------- | ------------------------ | ----- | ------------------------------------------------ | -------------------- |
| Albanien               | 2012 2015-2019 2021-                     | 10                       | 0     | RTSH                                             | 0732                 |
| Armenien               | 2007-2019 2021-                          | 17                       | 2     | ARMTV                                            | 2331                 |
| Aserbaidschan          | 2012-2013 2018 2021 2025                 | 4                        | 0     | İctimai                                          | 0277                 |
| Australien             | 2015-2019                                | 5                        | 0     | SBS (2015–2016) ABC (2017–2019)                  | 0760                 |
| Belarus                | 2003-2020                                | 18                       | 2     | BTRC                                             | 1847                 |
| Belgien                | 2003-2012                                | 10                       | 0     | RTBF (2003–2005) VRT (2006–2012)                 | 0628                 |
| Bulgarien              | 2007-2008 2011 2014-2015 2021            | 7                        | 0     | BNT                                              | 0608                 |
| Dänemark               | 2003-2005                                | 3                        | 0     | DR                                               | 0330                 |
| Deutschland            | 2020-2021 2023-2024                      | 4                        | 0     | KiKA                                             | 0305                 |
| Estland                | 2023-2024                                | 2                        | 0     | ERR                                              | 0104                 |
| Frankreich             | 2004 2018-                               | 8                        | 3     | France Télévisions                               | 1445                 |
| Georgien               | 2007-                                    | 18                       | 4     | SSM                                              | 2239                 |
| Griechenland           | 2003-2008                                | 6                        | 0     | ERT                                              | 0257                 |
| Irland                 | 2015-2019 2021-                          | 9                        | 0     | TG4                                              | 0624                 |
| Israel                 | 2012 2016 2018                           | 3                        | 0     | IBA (2012, 2016) Kan (2018)                      | 0176                 |
| Italien                | 2014-2019 2021-                          | 10                       | 1     | Rai                                              | 1149                 |
| Kasachstan             | 2018-2022                                | 5                        | 0     | Khabar                                           | 0718                 |
| Kroatien               | 2003-2006 2014 2025                      | 5                        | 1     | HRT                                              | 0359                 |
| Lettland               | 2003-2005 2010-2011                      | 5                        | 0     | LTV                                              | 0172                 |
| Litauen                | 2007-2008 2010-2011                      | 4                        | 0     | LRT                                              | 0256                 |
| Malta                  | 2003-2010 2013-                          | 20                       | 2     | PBS                                              | 1789                 |
| Moldau                 | 2010-2013                                | 4                        | 0     | TRM                                              | 0225                 |
| Montenegro             | 2014-2015 2025                           | 2                        | 0     | RTCG                                             | 060                  |
| Niederlande            | 2003-                                    | 22                       | 1     | AVROTROS                                         | 1874                 |
| Nordmazedonien         | 2003-2011 2013 2015-2019 2021-           | 19                       | 0     | MRT                                              | 1171                 |
| Norwegen               | 2003-2005                                | 3                        | 0     | NRK                                              | 0153                 |
| Polen                  | 2003-2004 2016-                          | 11                       | 2     | TVP                                              | 1285                 |
| Portugal               | 2006-2007 2017-2019 2021-                | 9                        | 0     | RTP                                              | 686                  |
| Rumänien               | 2003-2009                                | 7                        | 0     | TVR                                              | 0458                 |
| Russland               | 2005-2021                                | 17                       | 2     | Rossija 1                                        | 1898                 |
| San Marino             | 2013-2015 2024-                          | 4                        | 0     | San Marino RTV                                   | 0146                 |
| Schweden               | 2003-2007 2009-2014                      | 11                       | 0     | SVT (2003–2005, 2010–2014) TV4 (2006–2007, 2009) | 0558                 |
| Schweiz                | 2004                                     | 1                        | 0     | RSI                                              | 04                   |
| Serbien                | 2006-2010 2014-2022                      | 14                       | 0     | RTS                                              | 1033                 |
| Serbien und Montenegro | 2005                                     | 1                        | 0     | RTCG, RTS                                        | 029                  |
| Slowenien              | 2014-2015                                | 2                        | 0     | RTVSLO                                           | 0141                 |
| Spanien                | 2003-2006 2019-                          | 9                        | 1     | RTVE                                             | 1436                 |
| Ukraine                | 2006-                                    | 19                       | 1     | UA:PBC                                           | 1870                 |
| Vereinigtes Königreich | 2003-2005 2022-2023                      | 5                        | 0     | ITV (2003–2006) CBBC (2022)                      | 592                  |
| Wales                  | 2018-2019                                | 2                        | 0     | S4C                                              | 064                  |
| Zypern                 | 2003-2004 2006-2009 2014 2016-2017 2024- | 10                       | 0     | CyBC                                             | 0443                 |

Farblegende:

Die folgenden Länder wären teilnahmeberechtigt, haben aber bisher nicht am Wettbewerb teilgenommen:
| - Ägypten - Algerien - Andorra - Bosnien und Herzegowina | - Finnland - Island - Jordanien - Libanon | - Luxemburg - Monaco - Marokko - Österreich - Slowakei | - Schottland - Tschechien - Tunesien - Türkei - Ungarn |

Schottland könnte nur dann teilnehmen, wenn das Vereinigte Königreich auf die Teilnahme verzichten würde, da dieses ein Vorrecht beim Antreten besitzt.

### Besondere Vorkommnisse
- Zypern verzichtete kurz vor dem Event 2005 auf die Teilnahme, da der ausgewählte Song als Plagiat verdächtigt wurde. Zypern nahm dennoch an der Abstimmung teil.
- Spanien trat am 8. August 2007 trotz großer Erfolge überraschend zurück. TVE gab an, man suche nach einem anderen Format, das andere Standpunkte vertritt.

## Zukunft
Nachdem die Teilnehmerzahl 2004 einen vorläufigen Höhepunkt erreichte (18 Länder), nahm sie bis 2006 (15 Länder) stetig ab. Es war daher lange unsicher, ob der Junior Eurovision Song Contest nach 2007 fortgeführt wird. 2007 stieg die Teilnehmerzahl auf 17, während sie 2008 von ursprünglich 18 auf 15 fiel. Für 2009 fanden sich nur noch 13 Teilnehmer, was einen neuen Negativrekord darstellte. 2010 fanden sich nach längeren Gesprächen 14 Teilnehmerländer, darunter auch ein Neuling. Die Austragung des Junior Eurovision Song Contests 2011 schien lange Zeit unsicher und hing vor allem von dem Erfolg des Musikwettbewerbs 2010 ab. Mitte Januar verkündete die EBU den Zuschlag der Austragung an Armenien. Nachdem sich 2012 nur neun vorher teilgenommene Länder angemeldet hatten, musste die EBU drei weitere Länder zu einem Debüt bewegen, um die Mindestteilnehmerzahl von 12 Ländern zu erreichen. Auch 2013 konnte man nur 12 Länder zu einer Teilnahme bewegen, jedoch nahmen 2014 wieder 16 Länder am JESC teil, und 2015 und 2016 sogar 17, was ebenso wie 2007 die zweithöchste Anzahl an Teilnehmern darstellt. Beim Wettbewerb 2017 waren es wieder nur 16 Länder, die teilnahmen. Im Jahr 2018 wurde die bisher höchste Teilnehmerzahl gezählt (20 Länder), im Jahr darauf sank diese Zahl aber wieder auf 19 Länder. 2020 sank diese Zahl erst auf 13 Teilnehmer, bevor sich Armenien vom Wettbewerb zurückzog 2020 nur noch 12 Teilnehmer am Wettbewerb teil. Im Jahr darauf, 2021, stieg die Zahl wieder auf 19 Teilnehmer an.
Die EBU versucht zudem, eine Regelung zu finden, mithilfe derer Nicht-EBU-Mitglieder, vor allem Privatsender, am JESC teilnehmen können.

### Mögliche Debütanten
- Island: Im Dezember 2019 bestätigte Felix Bergsson von RÚV, dass sich das Land in Verhandlungen befindet, um neben dem regulären Eurovision Song Contest auch an zukünftigen Ausgaben anderer EBU-Events teilzunehmen. Damit ist ein Debüt im Juniorenwettbewerb 2020 möglich gewesen.[4] Am 8. September 2020 wurde die offizielle Teilnehmerliste für den JESC 2020 bekanntgegeben, auf welcher Island nicht auftauchte.[5] Ein Jahr später entschied der Sender sich gegen eine Teilnahme.[6] Er entsandte aber eine Delegation zum Wettbewerb 2021, um diesen zu beobachten. Außerdem wurde die Show mit einer Verzögerung von 2 Stunden und 45 Minuten in Island ausgestrahlt und brachte einen Zuschaueranteil von 96 %, obwohl das Land nicht teilnahm.[7] Der Sender entschied sich jedoch gegen ein Debüt beim Wettbewerb 2022.[8]
- Schottland: Der schottische Sender BBC Alba zeigt 2019 sein Interesse, am Wettbewerb 2020 teilzunehmen. Er entschied sich dann aber gegen eine Teilnahme 2020.[9] Im Jahr darauf entschied man sich ebenfalls gegen eine Teilnahme.[10] 2022 kehrte dann die BBC bzw. das Vereinigte Königreich zum Wettbewerb zurück, wodurch Schottland nicht am Wettbewerb teilnehmen kann.[11]